# Estadística médica
La estadística médica trata con las aplicaciones de la estadística a la medicina y las ciencias de la salud, incluyendo la epidemiología, la salud pública, la medicina forense y la investigación clínica. La estadística médica ha sido reconocida como una rama de la estadística en Reino Unido durante más de 40 años pero el término no ha sido ampliamente usado en Norteamérica, donde el término más general de bioestadística es más común. Sin embargo, ''bioestadística'' involucra todas las aplicaciones de la estadística a la biología. La estadística médica es una rama de la estadística. ''Es la ciencia de resumir, coleccionar, presentar e interpretar datos médicos prácticos y usarlos para estimar la magnitud de las asociaciones y test de hipótesis. Tiene un papel central en las investigaciones médicas. No solo da una forma de organizar la información en una base más amplia y formal que depender del intercambio de anécdotas y experiencias personales, sino que también considera la variación intrínseca e inherente de la mayoría de los procesos biológicos''.

## Estadística farmacológica
La estadística farmacológica es la aplicación de la estadística a temas que involucran la industria farmacéutica. Esta puede surgir de temas de diseño de experimentos, análisis de fármacos o temas de comercialización de una medicina.
Hay muchas organizaciones profesionales relacionadas con este término, incluyendo:
- La Federación Europea de Estadistas en la Industria Farmacéutica (EFSPI)
- Los Estadistas en la Industria Farmacéutica (PSI)

También hay periódicos como:
- Estadística en Medicina
- Estadística Farmacológica

## Bioestadística clínica

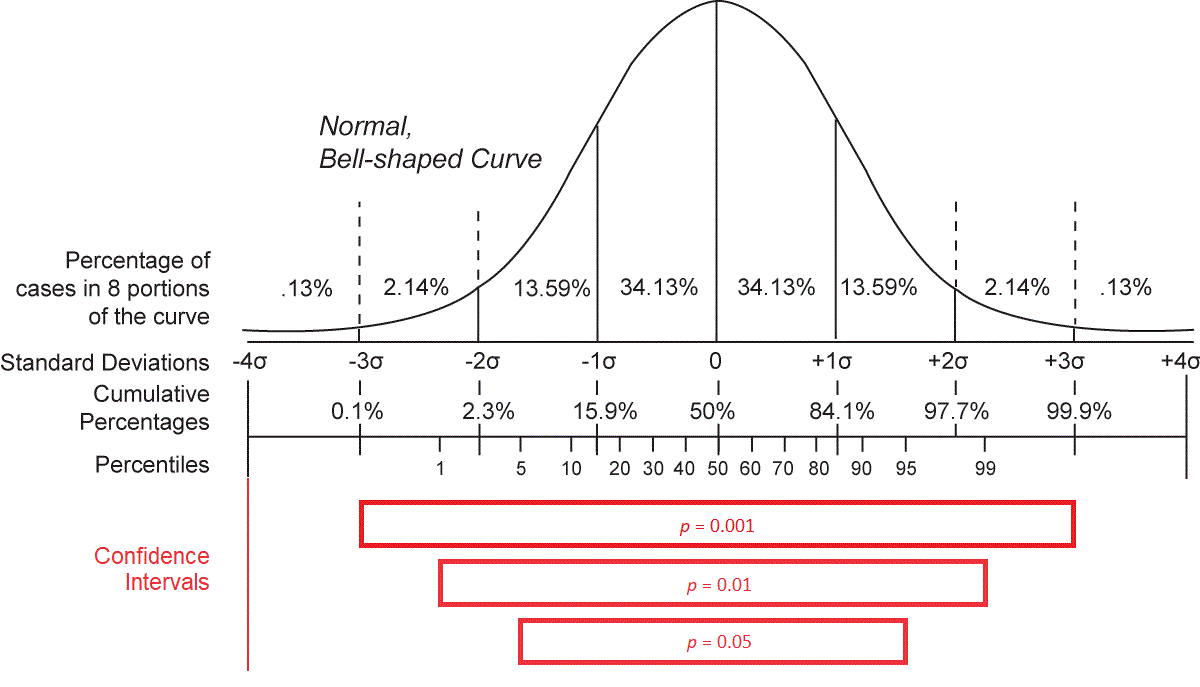
Curva de Gauss.

La bioestadística clínica está relacionada con la investigación en los principios y la metodología usados en el diseño y el análisis de la investigación clínica y la aplicación de la teoría estadística a la medicina clínica.
Hay una sociedad de la bioestadística clínica con conferencias anuales desde su fundación en 1978.
La bioestadística clínica se enseña en posgrados de bioestadística y en grados de estadística aplicada, por ejemplo como parte del programa de máster de bioestadística BCA en Australia.

## Conceptos básicos
Para describir situaciones
- Incidencia (Epidemiología) vs prevalencia vs incidencia acumulada
- Muchos test médicos (Como los test de embarazo) tienen dos resultados posibles: Positivo o negativo. Sin embargo, los test producirán resultados incorrectos en la forma de falsos positivos o falsos negativos. Los falsos positivos y los falsos negativos pueden describirse con los conceptos estadísticos de errores de tipo I y II, respectivamente, donde la hipótesis nula es que el paciente será negativo. La precisión del test médico se calcula normalmente en la forma de posibles valores predecibles (PPV) y errores negativos predichos (NPV). Los PPV y NPV de los test médicos dependen de las propiedades intrínsecas del test así como de la prevalencia de la condición buscada. Por ejemplo, si cualquier test de embarazo fuera administrado a una población de individuos estériles, los test PPV serán 0 % y su NPV será 100 % simplemente porque los falsos positivos y los falsos negativos no pueden existir en esta población.
- Ritmo de transmisión vs fuerza de infección
- Ritmo de mortalidad vs ritmo estandarizado de mortalidad vs ritmo de mortalidad estandarizado por la edad
- Pandemia vs epidemia vs endemia
- Intervalo serial vs periodo de incubación
- Grupo de cáncer
- Red sexual
- Años potenciales de vida perdidos
- Ritmo de mortalidad materna
- Ritmo de mortalidad perinatal
- Ritmo de bajo peso al nacer

Para determinar la efectividad de una intervención

- Reducción de riesgo absoluta
- Ritmo de control de eventos
- Ritmo experimental de eventos
- Número necesitado para dañar
- Número necesitado para tratar
- Razón de momios
- Reducción de riesgo relativo
- Riesgo relativo
- Supervivencia relativa
- Mínima diferencia clínica importante

## Teoría estadística relacionada
- Análisis de supervivencia
- Modelos de azar proporcional
- Pruebas de control activas: Pruebas clínicas en las que un tipo de nuevo tratamiento es comparado con algún otro agente activo y no con un placebo.
- ADLS (Actividades de la escala viva diaria): Una escala diseñada para medir la habilidad física usada en las investigaciones de una variedad de condiciones crónicas incapacitantes, tales como la artritis. Esta escala está basada en las respuestas puntuadas a cuestiones sobre cuidado personal, etc.[4]
- Estadísticas actuariales: Las estadísticas usadas por los actuarios para calcular las responsabilidades, evaluar los riesgos y planear el curso financiero del seguro, las pensiones, etc.[5]

## Lecturas avanzadas
- Altman, D.G. (1991), Practical Statistics for Medical Research, CRC Press, ISBN 978-0-412-27630-9.
- Armitage, P.; Berry, G.; Matthews, J.N.S. (2002), Statistical Methods in Medical Research, Blackwell, ISBN 978-0-632-05257-8.
- Bland, J. Martin (2000), An Introduction to Medical Statistics (3rd edición), Oxford: OUP, ISBN 978-0-19-263269-2.
- Kirkwood, B.R.; Sterne, J.A.C. (2003), Essential Medical Statistics (2nd edición), Blackwell, ISBN 978-0-86542-871-3.
- Petrie, Aviva; Sabin, Caroline (2005), Medical Statistics at a Glance (2nd edición), WileyBlackwell, ISBN 978-1-4051-2780-6.
- Onwude, Joseph (2008), Learn Medical Statistics (2nd edición), DesignsOnline.co.uk.